# Radosław Ostałkiewicz
Radosław Grzegorz Ostałkiewicz (ur. 8 marca 1979 w Bielsku-Białej, zm. 9 maja 2023 w Cagliari) – polski ekonomista, specjalista w dziedzinie organizacji i zarządzania, samorządowiec, w latach 2014–2023 wójt Gminy Jaworze.

## Kariera zawodowa
Absolwent administracji na Uniwersytecie Opolskim (wykształcenie w dziedzinie organizacji i zarządzania uzupełniał w innych uczelniach). Po studiach pracował w Szkole Języka Niemieckiego i Centrum Egzaminacyjnym Instytutu Goethego Inter Nationes. Od 2003 związany zawodowo z urzędem gminy Jaworze, początkowo jako wolontariusz, a od 2005 jako kierownik różnych referatów – w swojej pracy zajmował się pozyskiwaniem środków unijnych. W 2007 odbył staż w Brukseli, po czym został zastępcą wójta gminy i zastępcą kierownika miejscowego urzędu stanu cywilnego. W 2014 został wybrany wójtem gminy w pierwszej turze, uzyskując 62,8% głosów. Cztery lata później uzyskał reelekcję, zdobywając 93,4% głosów.
Zginął 9 maja 2023 roku podczas wyjazdu służbowego do Cagliari, wypadając z okna hotelu. Śledztwo ws. nieumyślnego spowodowania śmierci prowadziła w tej sprawie Prokuratura Okręgowa w Bielsku-Białej, która 29 grudnia tego roku umorzyła postępowanie.

## Praca naukowa
W listopadzie 2014 obronił doktorat z ekonomii w zakresie nauk o zarządzaniu na Wydziale Zarządzania Politechniki Częstochowskiej. Autor 9 publikacji naukowych, poświęconych funduszom unijnym i zarządzaniu w administracji publicznej.

## Publikacje
- Zarządzanie jakością pracy w administracji samorządowej na przykładzie Urzędu Gminy Jaworze, 2010.
- Władze gminy a wspólnota lokalna: demokratyzacja zarządzania publicznego i partycypacja społeczna w procesach decyzyjnych, 2016.
- Lokalny rozwój gospodarczy a inicjatywy lokalne podejmowane w ramach lokalnych grup działania oraz lokalnych grup rybackich. Przypadek powiatu bielskiego, 2012.